# Я не відьма
«Я не відьма» (англ. I Am Not a Witch) — британсько-французький драматичний фільм 2017 року, повнометражний режисерський дебют Рунгано Ніоні. Стрічка розповідає про дев'ятирічну дівчинку, яку звинувачують в тому, що вона відьма. Фільм було відібрано для участі у Двотижневику режисерів на 70-го Каннському міжнародному кінофестивалі (2017) .
У вересні 2018 року фільм було висунуто від Великої Британії претендентом на 91-шу премію «Оскар» Американської кіноакадемії в номінації за найкращий фільм іноземною мовою.

## Сюжет
Після невеликого інциденту в селі дев'ятирічна Шула була визнана винною та заслана в табір для відьом. Дівчинку попередили, що якщо раптом вона спробує втекти — перетвориться на білого козла. У цьому нав'язаному новому житті дитині належить зробити вибір: прийняти долю або ризикнути усім заради свободи.

## У ролях
| • Глорія Гавілер       | … | туристка       |
| • Меггі Мулумба        | … | Шула           |
| • Треверс Меррілл      | … | фермер         |
| • Чілеш Калімануквенто | … | свідок         |
| • Неллі Мунамонга      | … | офіцер поліції |
| • Генрі В. Дж. Фірі    | … | містер Банда   |
| • Діна Муфуні          | … | лідер          |
| • Ненсі Муріло         | … | благодійниця   |

## Знімальна група
- Автор сценарію — Рунгано Ніоні
- Режисер-постановник — Рунгано Ніоні
- Продюсери — Джульєтта Грандмон, Емілі Морган
- Виконавчі продюсери — Мері Бурк, Ів Габер, Ханна Томас, Єва Єйтс
- Асоційований продюсер — Габрієль Гоша
- Лінійний продюсер — Карл Голл
- Співпродюсер — Тітус Крейнберг
- Оператор — Давид Ґайєго
- Композитор — Меттью Джеймс Келлі
- Монтаж — Джордж Крегг
- Художник-постановник — Нейтан Паркер
- Художник з костюмів — Голлі Ребекка
- Художник-декоратор — Клементін Мілле
- Артдиректор — Малін Ліндгольм

## Нагороди та номінації
| Список нагород та номінацій (Список не є вичерпним) | Список нагород та номінацій (Список не є вичерпним) | Список нагород та номінацій (Список не є вичерпним)           | Список нагород та номінацій (Список не є вичерпним) | Список нагород та номінацій (Список не є вичерпним) | Список нагород та номінацій (Список не є вичерпним) |
| Кінопремія                                          | Дата церемонії                                      | Категорія                                                     | Номінант(и)                                         | Результат                                           | Дж                                                  |
| --------------------------------------------------- | --------------------------------------------------- | ------------------------------------------------------------- | --------------------------------------------------- | --------------------------------------------------- | --------------------------------------------------- |
| Каннський міжнародний кінофестиваль                 | 17-28.05.2017                                       | Золота камера                                                 | Я не відьма                                         | Номінація                                           |                                                     |
| Синдикат французьких кінокритиків                   | 2018                                                | Приз за найкращий іноземний дебютний фільм                    | Я не відьма                                         | Перемога                                            | [ 5 ]                                               |
| Київський МКФ «Молодість»                           | 2018                                                | Гран-прі «Скіфський олень»                                    | Я не відьма                                         | Номінація                                           | [ 6 ]                                               |
| Африканський міжнародний кінофестиваль              | 2017                                                | Найкращий художній фільм                                      | Я не відьма                                         | Перемога                                            |                                                     |
| Британська незалежна кінопремія                     | 2017                                                | Найкращий британський незалежний фільм                        | Я не відьма                                         | Номінація                                           |                                                     |
| Британська незалежна кінопремія                     | 2017                                                | Найкращий режисер                                             | Рунгано Ніоні                                       | Перемога                                            |                                                     |
| Британська незалежна кінопремія                     | 2017                                                | Найкращий продюсерський прорив                                | Емілі Морган                                        | Перемога                                            |                                                     |
| Британська незалежна кінопремія                     | 2017                                                | Найкраща акторка                                              | Меггі Мулумба                                       | Номінація                                           |                                                     |
| Британська незалежна кінопремія                     | 2017                                                | Найкращий сценарій                                            | Рунгано Ніоні                                       | Номінація                                           |                                                     |
| Британська незалежна кінопремія                     | 2017                                                | Найкращий дебют сценариста                                    | Рунгано Ніоні                                       | Номінація                                           |                                                     |
| Британська незалежна кінопремія                     | 2017                                                | Найкращий оператор                                            | Давид Ґайєго                                        | Номінація                                           |                                                     |
| Британська незалежна кінопремія                     | 2017                                                | Найкращий дизайн костюмів                                     | Голлі Ребекка                                       | Номінація                                           |                                                     |
| Британська незалежна кінопремія                     | 2017                                                | Найкращий грим та зачіски                                     | Джулін Патон                                        | Номінація                                           |                                                     |
| Британська незалежна кінопремія                     | 2017                                                | Найкраща музика                                               | Меттью Джеймс Келлі                                 | Номінація                                           |                                                     |
| Британська незалежна кінопремія                     | 2017                                                | Найкраща робота художника-постановника                        | Нейтан Паркер                                       | Номінація                                           |                                                     |
| Британська незалежна кінопремія                     | 2017                                                | Найкращий звук                                                | Майкен Гансен                                       | Номінація                                           |                                                     |
| Британська незалежна кінопремія                     | 2017                                                | Нагорода Дугласа Гікокса                                      | Рунгано Ніоні                                       | Перемога                                            |                                                     |
| Лондонський кінофестиваль                           | 2017                                                | Сазерленд Трофі                                               | Я не відьма                                         | Номінація                                           |                                                     |
| Стокгольмський міжнародний кінофестиваль            | 2017                                                | Бронзовий кінь                                                | Я не відьма                                         | Номінація                                           |                                                     |
| Стокгольмський міжнародний кінофестиваль            | 2017                                                | Найкращий режисерський дебют                                  | Рунгано Ніоні                                       | Перемога                                            |                                                     |
| Кінофестиваль в Аделаїді                            | 2017                                                | Найкращий фільм                                               | Я не відьма                                         | Перемога                                            |                                                     |
| Кінофестиваль у Мумбаї                              | 2017                                                | Спеціальна згадка                                             | Я не відьма                                         | Перемога                                            |                                                     |
| Премія BAFTA                                        | 2018                                                | Видатний дебют британського сценариста, режисера чи продюсера | Рунгано Ніоні                                       | Перемога                                            |                                                     |
| Премія «Незалежний дух»                             | 2018                                                | Найкращий міжнародний фільм                                   | Я не відьма                                         | Номінація                                           |                                                     |